# 格利泽581c
格利泽581c（英語：Gliese 581 c）是一顆繞行位於天秤座格利泽581紅矮星的太陽系外行星，亦被認為是“超级地球”，距離地球約20.5光年（193.9万亿千米）。它环绕恒星的轨道恰好处于其行星系的适居地带中，位于此地带行星的地表溫度约在攝氏0至40度之间，因此格利泽581c可能存在液態水。由於液態水是已知型態生命存在的必要因素，所以格利泽581c有可能有生命存在。它所环绕的恒星格利泽581，是依照德国天文学家威廉·格利泽制作的星表识别的。

## 狀態
格利泽581c與其恆星之間的距離比地球與太陽近得多，但是由於格利泽581是顆紅矮星，所以格利泽581c得以維持適合液態水存在的溫度。
迄今為止，它是太陽系之外所發現的第二小行星（最小为格里斯581e），也是少數類似地球的行星。按其質量估計，它約比地球大50%、重5倍，估計重力約比地球強2.2倍，它環繞軌道公轉一圈只需花13個地球日。不過，天文學家仍無法判斷這顆行星是否有自轉。

## 發現
格利泽581c是由瑞士日內瓦天文台的斯特凡·烏德里所領導的團隊所發現，他們使用歐洲南天文台位於智利拉西拉天文台的3.6公尺的望遠鏡上的HARPS儀器，並運用徑向速度的技術來觀察該行星的質量對其太陽所造成的微小搖動。

## 反應
2007年4月，該研究於天文物理期刊發表後，轟動天文學界。著名物理學家霍金說：「我預期會有類似地球的行星，但有沒有生物是另一個問題。至少還沒有綠色小矮人來探訪我們。」
英國博彩公司威廉·希尔公司（William Hill）已迅速把外太空是否有生物存在的賠率，由1賠1000調低至1賠100，原因是萬一有外太空生物存在，他們將要支付逾千萬英鎊的派彩。
也有天文学家认为其可能近似金星，存在生命的可能性很小，不适合人类居住。

## 參看條目
- 行星適居性

## 延伸閱讀
- Gliese 581 c研究小組於天文物理期刊發表的論文 （页面存档备份，存于）